# Horsens Amatør Cykleklub
Horsens Amatør Cykleklub (HAC) er en dansk cykelklub.
Horsens Amatør Cykleklub er stiftet i 1934, og har omkring 165 medlemmer fra 9 til 75 år. (2012) Klubben har afdelinger for både motionister, drenge og piger samt seniorlicensryttere. 
Klubben har leveret mange store navne gennem tiden, som bl.a. Kasper Klostergaard, Bekim Christensen, Morten Christiansen og Jacob Nielsen.